# Bilbao (Coahuila)
Bilbao o la Villa de Bilbao es una población del estado de Coahuila en México, localizada al suroeste de la entidad, en la Comarca Lagunera, forma parte del Municipio de Viesca.
Bilbao se encuentra localizada al suroeste de Coahuila en las coordenadas geográficas 25°25′36″N 102°53′50″O / 25.42667, -102.89722 y a una altitud de 1 093 metros sobre el nivel del mar, es famosa por localizarse en sus cercanías una región poblada de dunas de arena fina conocidas como las Dunas del Bilbao que se han convertido en un importante atractivo de turismo de aventura; con anterioridad fue al igual que la cabecera municipal, Viesca, un importante centro agrícola en medio del desierto por los manantiales que afloraban en la zona y por el cercano río Aguanaval que desembocaba en la Laguna de Viesca, y que hoy, debido a la regulación de sus aguas y utilización para el riego aguas arriba y la continua sequía, no llevan corriente fluvial alguna, causando la desecación de la laguna y de los manantiales de la zona y con ello ha propiciado su decaimiento económico.
Bilbao se encuentra a unos 65 kilómetros al sureste de Torreón con la que se comunica a través de la Carretera Federal 40 y a unos 15 kilómetros al noroeste de la ciudad de Viesca con la que la une una carretera estatal; de acuerdo al Censo de Población y Vivienda de 2010 realizado por el Instituto Nacional de Estadística y Geografía, Bilbao tiene una población total de 420 habitantes, de los cuales 220 son hombres y 200 mujeres.